# 飽和脂肪

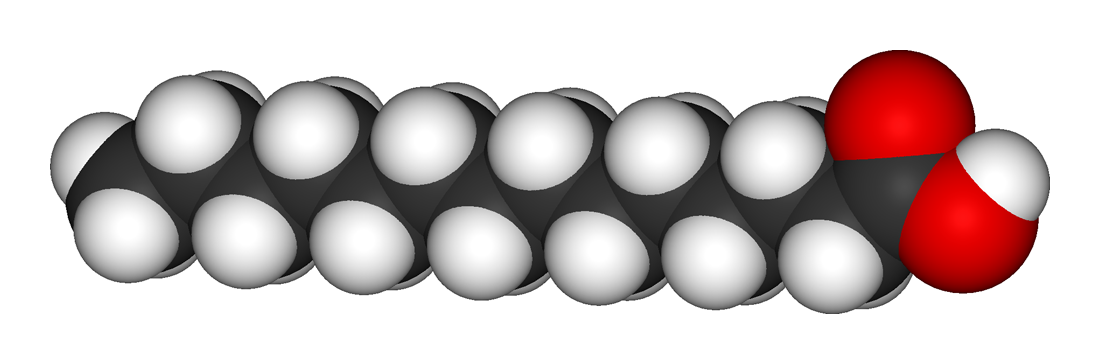
分子結構

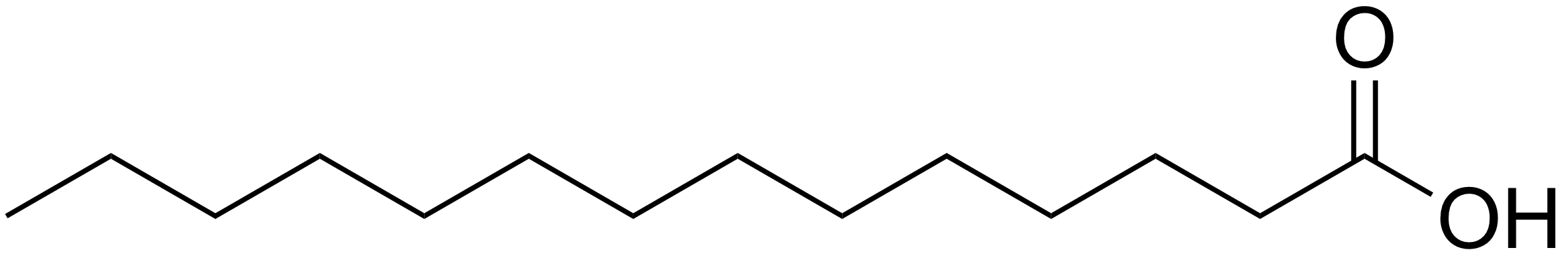
分子結構

饱和脂肪是由饱和脂肪酸和甘油形成的脂肪，饱和脂肪酸即是指脂肪酸分子中不含有不饱和键（双键等）。因饱和脂肪酸中与碳原子结合的氢原子达到最大值而称为“饱和”脂肪酸。饱和脂肪由于烷基结构规整，分子间作用力强，與同樣碳數不飽和脂肪酸相比熔点较高，長鏈的飽和脂肪酸在室温下易呈固态。
天然食用油脂中存在各種脂肪酸，研究顯示他們對健康的影響有所不同，一般认为不饱和脂肪是必須攝取的，饱和脂肪並非必須的。一般認為飲食中比例較高的飽和脂肪酸會增加心血管疾病和中風的風險，但也有研究指出飽和脂肪酸與心血管疾病的風險兩者間並無明顯的關係，因此這個說法受到了某些專家的挑戰 。